# Nord LB Open 2002
Il Nord LB Open 2002 è stato un torneo di tennis facente parte della categoria ATP Challenger Series nell'ambito dell'ATP Challenger Series 2002. Il torneo si è giocato a Braunschweig in Germania dal 17 al 23 giugno 2002 su campi in terra rossa.

## Vincitori

### Singolare
David Sánchez ha battuto in finale  José Acasuso che si è ritirato sul punteggio di 5–1

### Doppio
Mariano Hood /  Luis Horna hanno battuto in finale  František Čermák /  Petr Luxa con il punteggio di 3–6, 6–3, 6–1